# Nowogrodziec
Nowogrodziec [nɔvɔˈgrɔʥɛʦ] (deutsch: Naumburg am Queis) ist eine Kleinstadt in der Stadt- und Landgemeinde  Nowogrodziec mit 15.229 Einwohnern im Powiat Bolesławiecki der Woiwodschaft Niederschlesien in Polen (Stand 31. Dezember 2020). Sie ist Mitglied der Euroregion Neiße.

## Geographische Lage
Nowogrodziec liegt am rechten, östlichen Ufer des Queis. Der alte Ortskern liegt auf einer kleinen Anhöhe am Mündungswinkel der Ivenitz (Iwnica) in den Queis. Durch den Ort führte die historische Hohe Straße. Etwa 130 Kilometer östlich liegt Breslau, die Hauptstadt Niederschlesiens.

## Geschichte

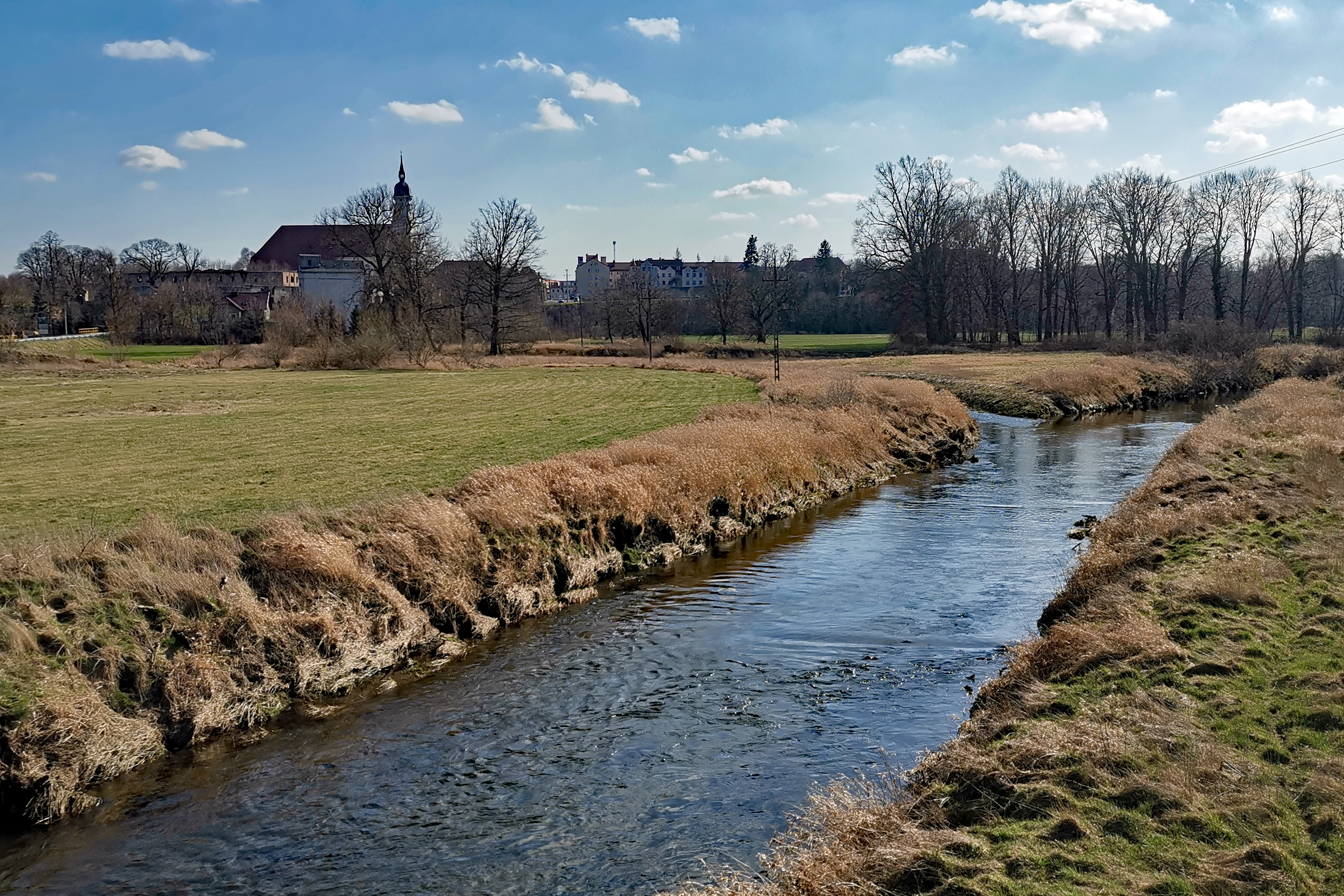
Mündung der Ivenitz in den Queis mit Naumburg im Hintergrund

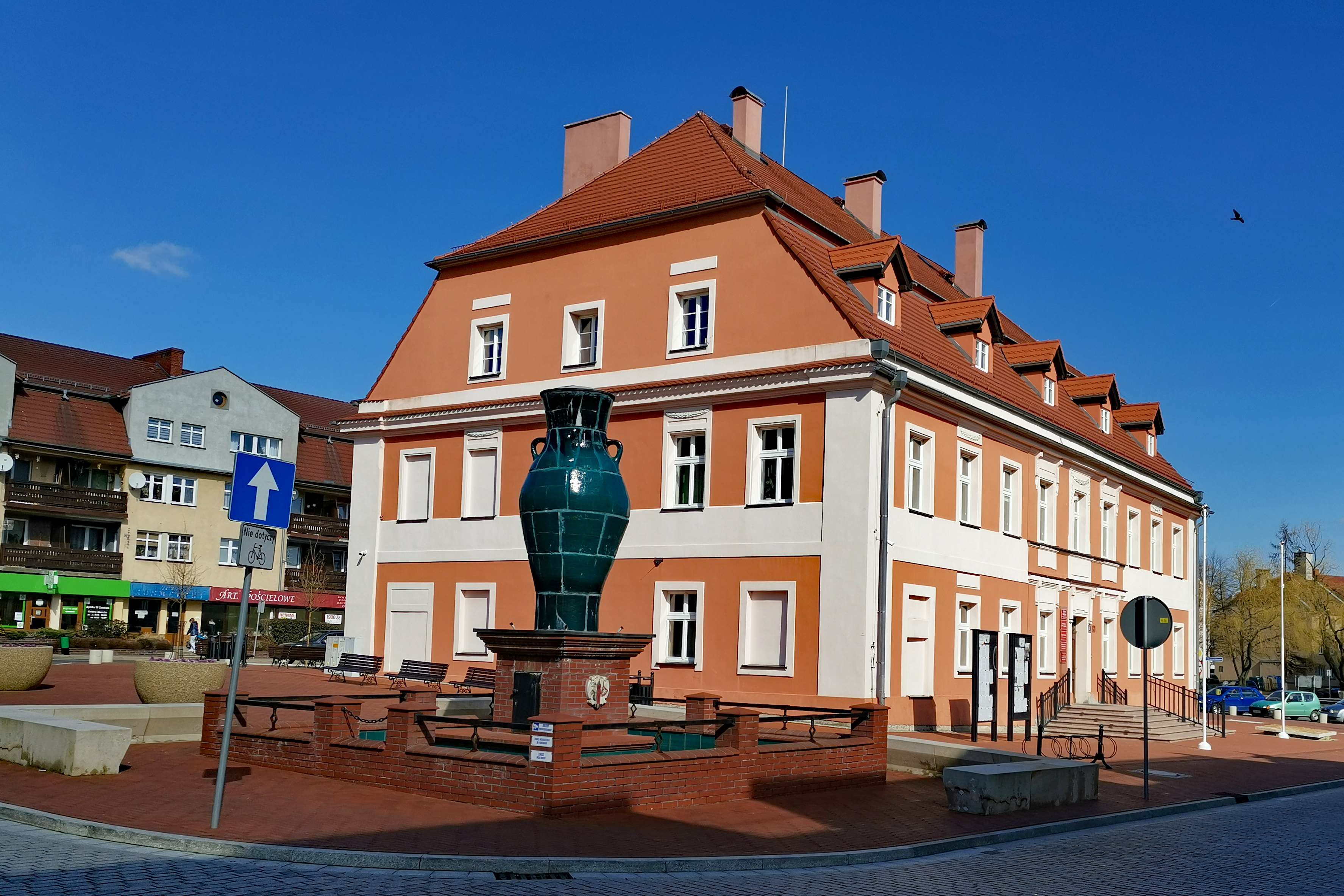
Rathaus am Ring mit Brunnen im Vordergrund

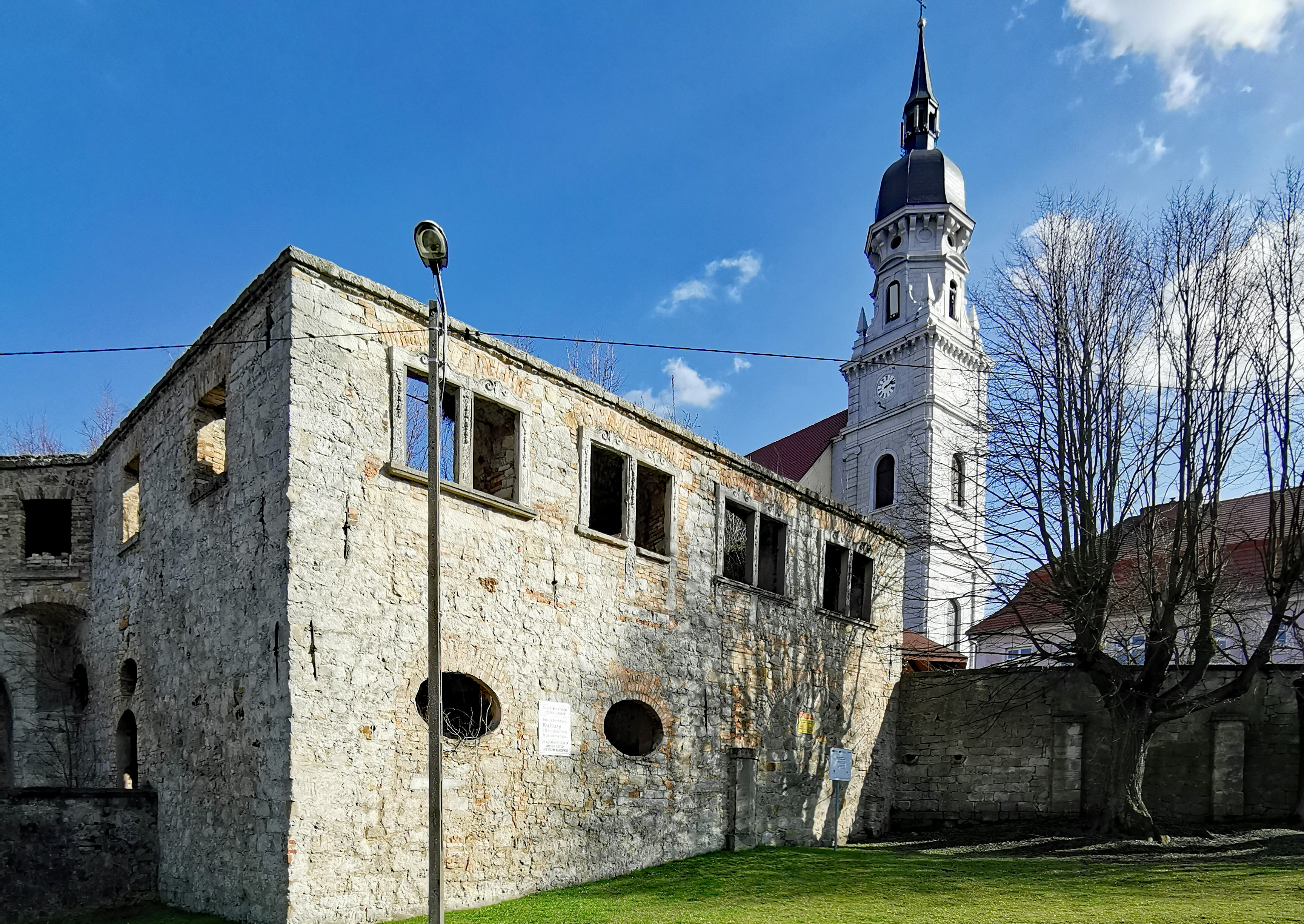
Klosterruine (heute „Kloster der Seelen“ – poln. „Klasztor Dusz“) und St. Peter und Paul

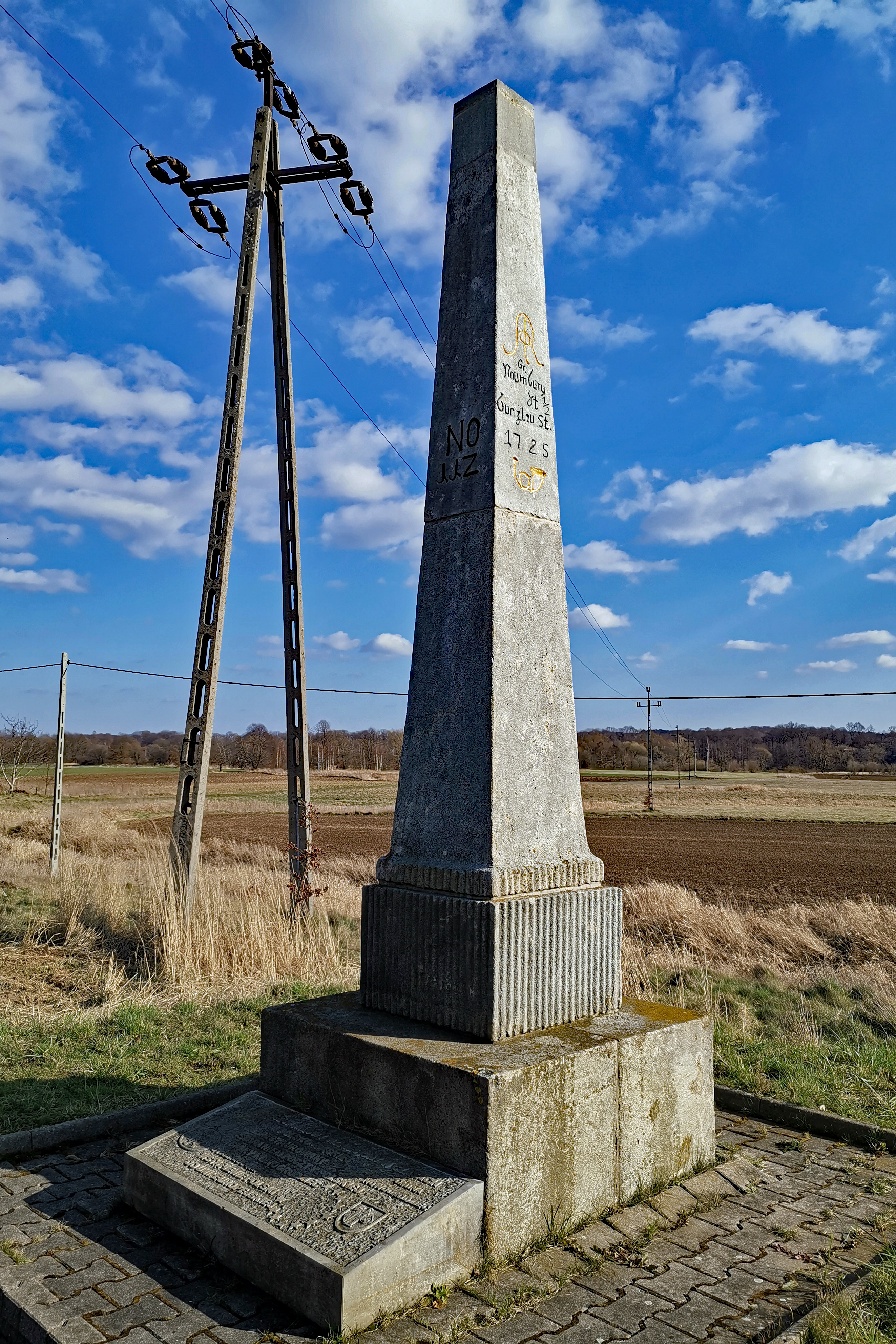
Kursächsische Ganzmeilensäule Nr. 112 von 1725 im Ortsteil Ołdrzychów (Ullersdorf a. Queis)

Die Umgebung von Naumburg wurde nach 1220 in den Grenzwäldern mit deutschrechtlichen Bauerndörfern besiedelt. „Nuenburg“ wurde 1233 im Auftrag Herzog Heinrichs I. von Schlesien an der Furt durch den Queis als Stadt durch den Vogt Themo angelegt. Als Markt- und Gerichtsort für elf deutschrechtliche Dörfer erhielt sie Löwenberger Stadtrecht und als Grenzstadt zum Queiskreis eine Zollstelle. Die Anlage der Hauptstraße, die im Westen durch das Niedertor und im Osten durch das Obertor begrenzt wurde, erfolgte in ovaler Form. Im Zentrum wurde ein rechteckiger Marktplatz angelegt. Das bis dahin herzogliche Patronat der Pfarrkirche St. Peter und Paul wurde 1247 dem in diesem Jahr gegründeten Kloster der Magdalenerinnen übertragen. Wirtschaftlich nachteilig wirkte sich aus, dass das Weichbild von Bunzlau bis an die Stadtgrenze von Naumburg reichte. Gehemmt wurde die Entwicklung zudem durch die wechselnden adligen bzw. geistlichen Grundherren. Vermutlich von 1233 bis 1408 waren es die von Landskron, danach bis 1491 die Rechenberg auf Klitschdorf, 1491 bis 1495 die von Warnsdorf auf Gießmannsdorf und danach bis zur Säkularisation 1810 das Magdalenerinnenkloster.
Neben der Tuchmacherei wurde in Naumburg hauptsächlich Keramik hergestellt. Die erste Töpferei in Naumburg entstand 1547. Dieser Wirtschaftszweig entwickelte sich im Laufe der folgenden Jahrhunderte zum wichtigsten der Stadt. Naumburg bildete bis Ende des 19. Jahrhunderts die größte und wichtigste Töpferstadt Schlesiens. 1882 erlebte die Töpferei in Naumburg mit insgesamt 25 Töpfereien im Stadtgebiet einen Höhepunkt. Die Stadt war die schlesische Töpferstadt und lag in der Bedeutung und Größe der Innung weit vor dem für seine Töpfereien bekannteren Bunzlau.
Nach zahlreichen Stadtbränden im 17. und 18. Jahrhundert wurden die wichtigsten Bauten der Stadt wiederaufgebaut. Zwischen 1789 und 1793 entstand die katholische Pfarrkirche im barocken Stil. Zur gleichen Zeit etwa zählte Naumburg ca. 1150 Einwohner. Bis 1815 war Naumburg Grenzstadt zur Oberlausitz. Ab 1879 bestand das Amtsgericht Naumburg am Queis.
Um 1900 hatte Naumburg eine neue evangelische Kirche und zwei katholische Kirchen. 1904 erhielt Naumburg Anschluss an das preußische Schienennetz.
Im Juli 1936 tagte in Naumburg die Bekenntnissynode der Bekennenden Kirche der Kirchenprovinz Schlesien (sog. Naumburger Synode).

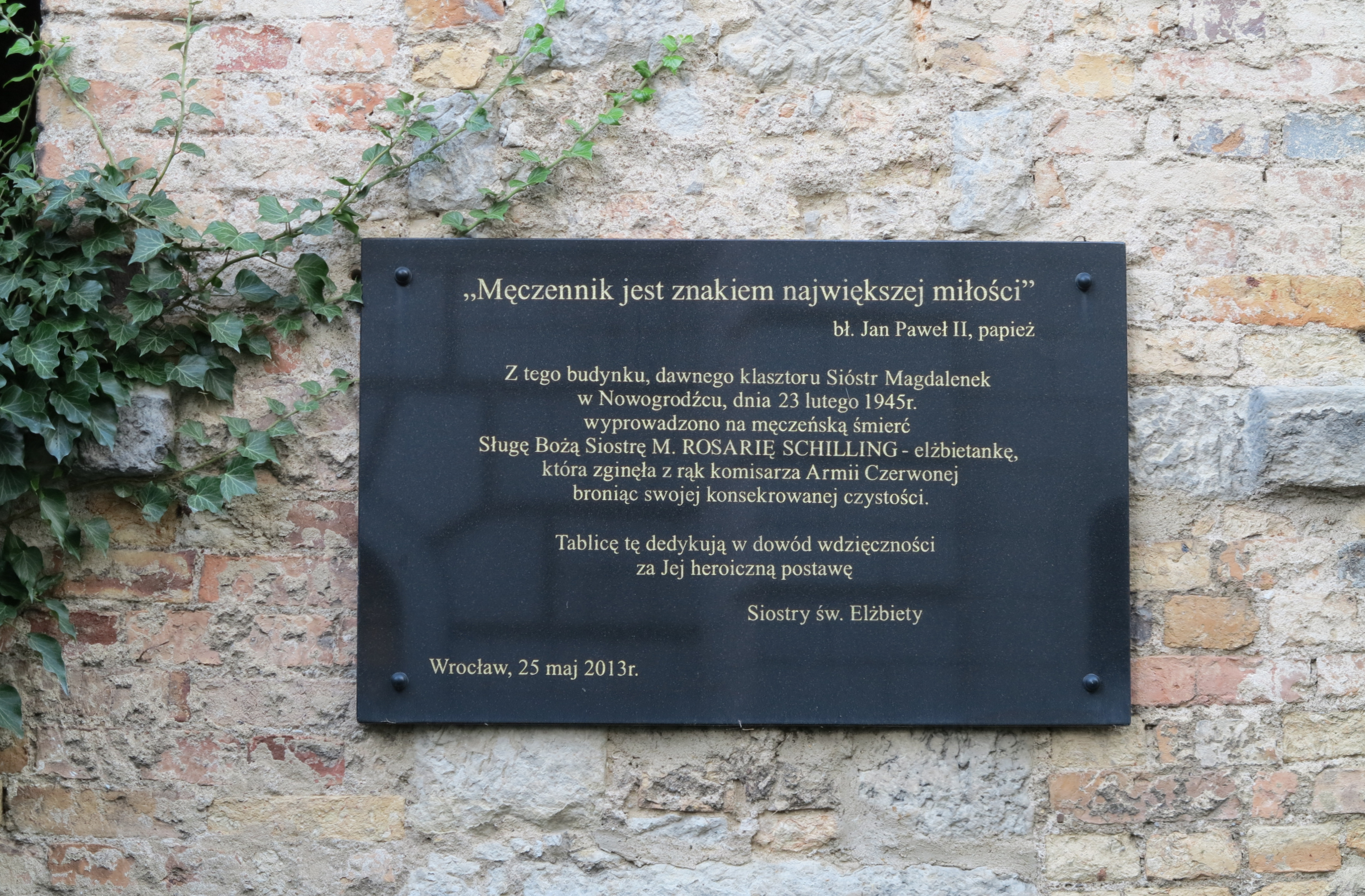
Die Gedenktafel am früheren Kloster und ehemaligen Predigerseminar erinnert an die Nonne Rosaria Schilling, die von einem Kommissar der Roten Armee ermordet wurde, weil sie ihre Unschuld verteidigte.

Nach Ende des Zweiten Weltkriegs wurde Naumburg im Sommer 1945 von der sowjetischen Besatzungsmacht unter polnische Verwaltung gestellt. Für die Stadt führten die Polen den Ortsnamen Nowimburk ein, der 1946 zu Nowogrodziec geändert wurde. Soweit die deutschen Bewohner nicht geflohen waren, wurden sie in der Folgezeit von der örtlichen polnischen Verwaltungsbehörde vertrieben. Von 1975 bis 1998 gehörte der Ort zur Woiwodschaft Jelenia Góra.

## Sehenswürdigkeiten
- Die katholische Pfarrkirche St. Peter und Paul wurde erstmals 1247 erwähnt. Nach zahlreichen Stadtbränden wurde sie zwischen 1789 und 1793 im barocken Stil wiederaufgebaut. Zwischen 1879 und 1880 wurde die Turmhaube erbaut.
- Ruinen des Klosters der Magdalenerinnen, das 1945 ausbrannte. Heute als „Kloster der Seelen“ ist im Besitz der Dein Erbe Stiftung (Fundacja Twoje Dziedzictwo) und wird derzeit restauriert.[4]
- Barockes Rathaus aus dem Jahr 1795, 1880 umgebaut
- Historische Bürgerhäuser am Ring
- Reste der mittelalterlichen Stadtbefestigung
- St.-Nikolaus-Kirche im 1938 eingegliederten Ortsteil Ołdrzychów (Ullersdorf am Queis)
- Kursächsische Postmeilensäule im Ortsteil Ołdrzychów (Ullersdorf am Queis) mit der Nr. 112 (Zählung ab Leipzig) im Zuge der Via Regia, unweit der alten Grenze zur Oberlausitz, in Form einer Ganzmeilensäule von 1725, welche aus Anlass des EU-Beitritts von Polen 2004 restauriert wurde.

## Einwohnerentwicklung
| Jahr | Einwohner | Anmerkungen                                            |
| ---- | --------- | ------------------------------------------------------ |
| 1787 | 1148      | [ 1 ]                                                  |
| 1816 | 1153      | [ 5 ]                                                  |
| 1825 | 1424      | [ 1 ]                                                  |
| 1840 | 1752      | darunter 352 Evangelische und 1400 Katholiken          |
| 1843 | 1701      | am Jahresende                                          |
| 1871 | 2006      | darunter 450 Evangelische                              |
| 1890 | 2165      | davon 728 Evangelische, 1433 Katholiken und vier Juden |
| 1905 | 1954      | davon 759 Evangelische                                 |
| 1933 | 1996      | [ 9 ]                                                  |
| 1939 | 2239      | [ 9 ]                                                  |

| Jahr | Einwohner |
| ---- | --------- |
| 1961 | 2106      |
| 1970 | 2339      |
| 2020 | 4263      |

## Gemeinde
Zur Stadt-und-Land-Gemeinde (gmina miejsko-wiejska) Nowogrodziec gehören die Stadt selbst und 12 Dörfer mit 13 Schulzenämtern. Partnergemeinde ist Großdubrau (Oberlausitz)

## Persönlichkeiten

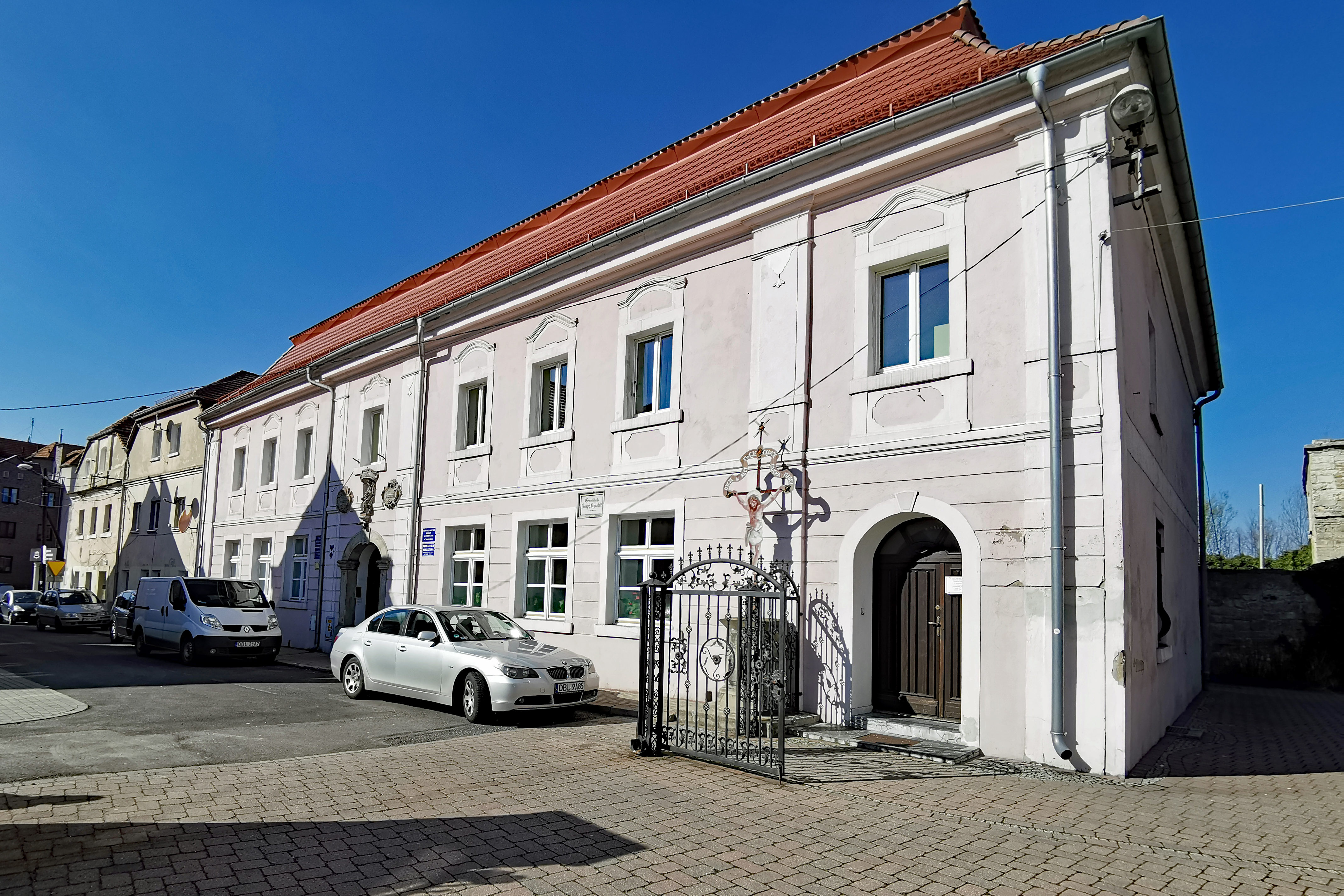
Geburtshaus von Joseph Schnabel mit Gedenktafel in der Mitte

- Balthasar Rhau (1527–1601), deutscher Gräzist, Historiker und evangelischer Theologe, Erzieher der Prinzen von Pommern-Stettin
- Johann Philippi (1607–1674), Jurist, Hochschullehrer und -rektor
- Joseph Schnabel (1767–1831), Kirchenmusiker, Domkapellmeister, Universitätsmusikdirektor in Breslau
- Hugo Emil Schober (1820–1882), Agrarwissenschaftler
- Gustav Dickhuth (1825–1893), Zweiter Bürgermeister und Ehrenbürger von Breslau
- Hans Kampffmeyer (1876–1932), Vertreter der Gartenstadt-Bewegung, Gründer der Gartenstadt Karlsruhe
- Bruno Fehlisch (1889–nach 1952), Politiker (SPD) und Landtagsabgeordneter in Preußen
- Oskar von Boenigk (1893–1946), Jagdpilot im Ersten Weltkrieg, Träger des Ordens Pour le Mérite und Generalmajor im Zweiten Weltkrieg
- Rudolf Rückert (1929–2021), Politiker (CDU) und Oberbürgermeister von Salzgitter
- Hans Skirecki (1935–2016), Schriftsteller und Übersetzer.
- Otto Rust (1871–1945), katholischer Priester, Märtyrer des 20. Jahrhunderts